# Чепца 1-я
Чепца 1-я — река в России, протекает в основном в Очёрском районе Пермского края (исток и первые метры течения в Верещагинском районе). Устье реки находится в 73 км по левому берегу реки Очёр. Длина реки составляет 17 км.
Исток реки в лесах на Верхнекамской возвышенности в 5 км к юго-западу от посёлка Бородулино. Исток находится на водоразделе с бассейном Обвы. Река течёт на юг и юго-восток, в низовьях поворачивает на северо-восток. Приток — Лазаревская Чепца (левый). Впадает в Очёр выше деревни Киприно.

## Данные водного реестра
По данным государственного водного реестра России относится к Камскому бассейновому округу, водохозяйственный участок реки — Кама от Камского гидроузла до Воткинского гидроузла, речной подбассейн реки — бассейны притоков Камы до впадения Белой. Речной бассейн реки — Кама.
По данным геоинформационной системы водохозяйственного районирования территории РФ, подготовленной Федеральным агентством водных ресурсов:
- Код водного объекта в государственном водном реестре — 10010101012111100014400
- Код по гидрологической изученности (ГИ) — 111101440
- Код бассейна — 10.01.01.010
- Номер тома по ГИ — 11
- Выпуск по ГИ — 1